# 458 v. Chr.
Portal Geschichte | Portal Biografien | Aktuelle Ereignisse | Jahreskalender | Tagesartikel

◄ |
6. Jahrhundert v. Chr. |
5. Jahrhundert v. Chr. |
4. Jahrhundert v. Chr. |
►

◄ | 470er v. Chr. | 460er v. Chr. | 450er v. Chr. | 440er v. Chr. |
430er v. Chr. |
►

◄◄ | ◄ | 461 v. Chr. | 460 v. Chr. | 459 v. Chr. | 458 v. Chr. |
457 v. Chr. |
456 v. Chr. |
455 v. Chr. |
► |
►►

## Ereignisse

### Politik und Weltgeschehen

#### Griechenland
- Athen besiegt Korinth.
- Pleistoanax wird Nachfolger von Pleistarchos als König von Sparta aus dem Haus der Agiaden.
- Angehörige der dritten Zensusklasse, der Zeugiten, dürfen ab diesem Jahr innerhalb der Attischen Demokratie das Amt des Archonten übernehmen.

#### Römische Republik
- Da Rom durch die Stämme der Aequer, Sabiner und Volsker bedroht wird, wird Lucius Quinctius Cincinnatus zum dictator ernannt.

### Kultur
- Die Trilogie Orestie von Aischylos erringt bei ihrer Erstaufführung bei den Dionysien den Siegespreis.

## Gestorben
- Pleistarchos, König von Sparta